# Список тепловых электростанций Беларуси
По данным Электроэнергетического Совета СНГ суммарная установленная мощность электростанций Беларуси на конец 2014 года составляла 9 325,8 МВт, в том числе 9 298,2 МВт (или 99,7 %) — мощность тепловых электростанций.
По данным Министерства энергетики Республики Беларусь суммарная установленная мощность электростанций Беларуси на конец 2015 года составляла 9 741,4 МВт.
Особенностью теплоэнергетики Беларуси является высокая доля комбинированного производства электрической и тепловой энергии, так на конец 2015 года суммарная мощность крупных ТЭЦ ГПО «Белэнерго» составляла 3843,4 МВт, ТЭЦ мощностью менее 50 МВт — 201,1 МВт.

## Действующие ТЭС
В списке перечисляются действующие ТЭС Беларуси.
| №  | Название                           | Собственник | Установленная мощность, МВт | Область     | Топливо | Источник |
| -- | ---------------------------------- | ----------- | --------------------------- | ----------- | ------- | -------- |
| 1  | Лукомльская ГРЭС                   | Белэнерго   | 2889,5                      | Витебская   |         | ✓        |
| 2  | Берёзовская ГРЭС                   | Белэнерго   | 1255,1                      | Брестская   |         | ✓        |
| 3  | Минская ТЭЦ-4                      | Белэнерго   | 1035                        | Минск       |         | ✓        |
| 4  | Минская ТЭЦ-5                      | Белэнерго   | 719,6                       | Минская     |         | ✓        |
| 5  | Гомельская ТЭЦ-2                   | Белэнерго   | 544                         | Гомельская  |         | ✓        |
| 6  | Минская ТЭЦ-3                      | Белэнерго   | 442                         | Минск       |         | ✓        |
| 7  | Могилевская ТЭЦ-2                  | Белэнерго   | 347,3                       | Могилёвская |         | ✓        |
| 8  | Гродненская ТЭЦ-2                  | Белэнерго   | 302,5                       | Гродненская |         | ✓        |
| 9  | Новополоцкая ТЭЦ                   | Белэнерго   | 270                         | Витебская   |         | ✓        |
| 10 | Мозырская ТЭЦ                      | Белэнерго   | 205                         | Гомельская  |         | ✓        |
| 11 | Бобруйская ТЭЦ-2                   | Белэнерго   | 182,6                       | Могилёвская |         | ✓        |
| 12 | Светлогорская ТЭЦ                  | Белэнерго   | 155                         | Гомельская  |         | ✓        |
| 13 | Минская ТЭЦ-2                      | Белэнерго   | 94                          | Минск       |         | ✓        |
| 14 | Витебская ТЭЦ                      | Белэнерго   | 80                          | Витебская   |         | ✓        |
| 15 | Оршанская ТЭЦ                      | Белэнерго   | 67                          | Витебская   |         | ✓        |
| 16 | Борисовская ТЭЦ                    | Белэнерго   | 65                          | Минская     |         | ✓        |
| 17 | Жодинская ТЭЦ                      | Белэнерго   | 54                          | Минская     |         | ✓        |
| 18 | Лидская ТЭЦ                        | Белэнерго   | 43                          | Гродненская |         | ✓        |
| 19 | Жлобинская ТЭЦ                     | Белэнерго   | 26,2                        | Гомельская  |         | ✓        |
| 20 | Пинская ТЭЦ                        | Белэнерго   | 22                          | Брестская   |         | ✓        |
| 21 | Могилевская ТЭЦ-1                  | Белэнерго   | 21,2                        | Могилёвская |         | ✓        |
| 22 | Могилевская ТЭЦ-3                  | Белэнерго   | 19,5                        | Могилёвская |         | ✓        |
| 23 | Барановичская ТЭЦ                  | Белэнерго   | 18                          | Брестская   |         | ✓        |
| 24 | Брестская ТЭЦ                      | Белэнерго   | 18                          | Брестская   |         | ✓        |
| 25 | Бобруйская ТЭЦ-1                   | Белэнерго   | 12                          | Могилёвская |         | ✓        |
| 26 | мини-ТЭЦ «Северная», г. Гродно     | Белэнерго   | 9,5                         | Гродненская |         | ✓        |
| 27 | Полоцкая ТЭЦ                       | Белэнерго   | 7,7                         | Витебская   |         | ✓        |
| 28 | Белорусская ГРЭС                   | Белэнерго   | 7,5                         | Витебская   |         | ✓        |
| 29 | Гомельская ТЭЦ-1                   | Белэнерго   | 6                           | Гомельская  |         | ✓        |
| 30 | мини-ТЭЦ «Лунинец»                 | Белэнерго   | 4,7                         | Брестская   |         | ✓        |
| 31 | мини-ТЭЦ, г.Речица                 | Белэнерго   | 4,2                         | Гомельская  |         | ✓        |
| 32 | мини-ТЭЦ «Пружаны»                 | Белэнерго   | 3,9                         | Брестская   |         | ✓        |
| 33 | Молодечненская мини-ТЭЦ            | Белэнерго   | 3,5                         | Минская     |         | ✓        |
| 34 | мини-ТЭЦ «Восточная», г. Витебск   | Белэнерго   | 3,5                         | Витебская   |         | ✓        |
| 35 | мини-ТЭЦ «Барань»                  | Белэнерго   | 3,3                         | Витебская   |         | ✓        |
| 36 | мини-ТЭЦ «Западная», г. Пинск      | Белэнерго   | 3                           | Брестская   |         | ✓        |
| 37 | Солигорская ТЭЦ                    | Белэнерго   | 2,5                         | Минская     |         | ✓        |
| 38 | мини-ТЭЦ «Вилейка»                 | Белэнерго   | 2,4                         | Минская     |         | ✓        |
| 39 | котельная «Осиповичи»              | Белэнерго   | 1,2                         | Могилёвская |         | ✓        |
| 40 | Слуцкая мини-ТЭЦ                   | Белэнерго   | 0,8                         | Минская     |         | ✓        |
| 41 | Прочие мини-ТЭЦ районных котельных | Белэнерго   | 0,6                         |             |         | ✓        |